# Melanospermum rudolfii
Melanospermum rudolfii är en flenörtsväxtart som beskrevs av O.M. Hilliard. Melanospermum rudolfii ingår i släktet Melanospermum och familjen flenörtsväxter. Inga underarter finns listade i Catalogue of Life.